# NAC Breda in het seizoen 2024/25 (vrouwen)
Het seizoen 2024/25 is het eerste jaar in het bestaan van het Bredase vrouwenvoetbalelftal van NAC Breda. De club komt uit in de Vrouwen Eerste divisie en neemt ook deel aan het toernooi om de KNVB Beker.

## Selectie en technische staf

### Selectie
| Nr.             | Nat.               | Naam                     | Competitie  | Competitie  | Beker       | Beker       | Totaal      | Totaal      | Seizoen bij NAC Breda | Vorige club              | Contract          |
| Nr.             | Nat.               | Naam                     | W           | Goal        | W           | Goal        | W           | Goal        | Seizoen bij NAC Breda | Vorige club              | Contract          |
| Doelvrouwen     | Doelvrouwen        | Doelvrouwen              | Doelvrouwen | Doelvrouwen | Doelvrouwen | Doelvrouwen | Doelvrouwen | Doelvrouwen | Doelvrouwen           | Doelvrouwen              | Doelvrouwen       |
| --------------- | ------------------ | ------------------------ | ----------- | ----------- | ----------- | ----------- | ----------- | ----------- | --------------------- | ------------------------ | ----------------- |
| 1               | Vlag van Nederland | Nikki de Haan            | 19          | 0           | 0           | 0           | 19          | 0           | 1 e                   | Excelsior                | 30 juni 2025      |
| 16              | Vlag van Nederland | Floor Oussoren           | 7           | 0           | 2           | 0           | 9           | 0           | 1e                    | Excelsior                | 30 juni 2025      |
| 23              | Vlag van Nederland | Donna van der Meulen     | 1           | 0           | 0           | 0           | 1           | 0           | 1e                    | VV Nieuwerkerk           | 30 juni 2025      |
| Verdedigsters   |                    |                          |             |             |             |             |             |             |                       |                          |                   |
| 2               | Vlag van Nederland | Kiki Heshof              | 25          | 0           | 2           | 0           | 27          | 0           | 1e                    | Jong Feyenoord           | 30 juni 2025      |
| 3               | Vlag van Nederland | Nikki van den Burg       | 24          | 1           | 2           | 0           | 26          | 1           | 1e                    | Jong ADO Den Haag        | 30 juni 2025      |
| 4               | Vlag van Nederland | Lynn Verhoef             | 25          | 3           | 2           | 2           | 27          | 5           | 1e                    | Jong ADO Den Haag        | 30 juni 2025      |
| 5               | Vlag van Nederland | Fleur Mol                | 21          | 3           | 2           | 1           | 23          | 4           | 1e                    | Jeugd                    | 30 juni 2025      |
| 18              | Vlag van Nederland | Indy Meerding            | 18          | 0           | 1           | 0           | 19          | 0           | 1e                    | Jong Excelsior           | 30 juni 2025      |
| 22              | Vlag van Nederland | Lieve Mol                | 7           | 0           | 0           | 0           | 7           | 0           | 1e                    | Jong Excelsior           | 30 juni 2025      |
| 24              | Vlag van Nederland | Minke Goutier            | 6           | 1           | 0           | 0           | 6           | 1           | 1e                    | VV Baronie MO20          | 30 juni 2025 (+1) |
| Middenveldsters |                    |                          |             |             |             |             |             |             |                       |                          |                   |
| 6               | Vlag van Nederland | Sarina Heijblom          | 19          | 2           | 2           | 0           | 21          | 2           | 1e                    | Feyenoord                | 30 juni 2025      |
| 8               | Vlag van Nederland | Stephanie Coelho Aurélio | 23          | 1           | 2           | 1           | 25          | 2           | 1e                    | Excelsior                | 30 juni 2025      |
| 14              | Vlag van Nederland | Kim Hendriks             | 19          | 5           | 2           | 0           | 21          | 5           | 1e                    | Excelsior                | 30 juni 2025      |
| 15              | Vlag van Nederland | Elaine Fertoute          | 12          | 0           | 0           | 0           | 12          | 0           | 1e                    | BVV Barendrecht          | 30 juni 2025      |
| 17              | Vlag van Nederland | Suus de Blij             | 17          | 2           | 2           | 0           | 19          | 2           | 1e                    | Jong Excelsior           | 30 juni 2025      |
| 19              | Vlag van Nederland | Isa Warps                | 1           | 0           | 0           | 0           | 1           | 0           | 1e                    | KRC Genk                 | 30 juni 2025      |
| 26              | Vlag van Nederland | Merle Zieleman           | 3           | 0           | 0           | 0           | 3           | 0           | 1e                    | SV Saestum               | 30 juni 2025      |
| Aanvalsters     |                    |                          |             |             |             |             |             |             |                       |                          |                   |
| 7               | Vlag van Nederland | Cacharel Promes          | 20          | 1           | 1           | 1           | 21          | 2           | 1e                    | Jong PSV                 | 30 juni 2025      |
| 9               | Vlag van Nederland | Brigitte Franken         | 25          | 20          | 2           | 1           | 27          | 21          | 1e                    | Jong ADO Den Haag        | 30 juni 2025      |
| 10              | Vlag van Tunesië   | Kamar Laamouz            | 19          | 3           | 2           | 1           | 21          | 4           | 1e                    | Jong Excelsior Rotterdam | 30 juni 2025      |
| 11              | Vlag van Nederland | July Schneijderberg      | 20          | 1           | 2           | 0           | 22          | 1           | 1e                    | Feyenoord                | 30 juni 2025      |
| 12              | Vlag van Nederland | Eva Nguyen               | 23          | 10          | 2           | 0           | 25          | 10          | 1e                    | Jong Feyenoord           | 30 juni 2025      |
| 19              | Vlag van Nederland | Shannon Tabi             | 4           | 1           | 0           | 0           | 4           | 1           | 1e                    | ADO Den Haag             | 30 juni 2025      |
| 20              | Vlag van Nederland | Anouk Versluijs          | 5           | 0           | 0           | 0           | 5           | 0           | 1e                    | KRC Genk                 | 30 juni 2025      |
| 21              | Vlag van Nederland | Mila Cober               | 0           | 0           | 0           | 0           | 0           | 0           | 1e                    | Jong Fortuna Sittard     | 30 juni 2025      |
| 25              | Vlag van Turkije   | Ela Yetim                | 18          | 2           | 2           | 0           | 20          | 2           | 1e                    | SV OSS '20               | 30 juni 2025      |
| Nr.             | Nat.               | Naam                     | W           | Goal        | W           | Goal        | W           | Goal        | Seizoen bij NAC Breda | Vorige club              | Contract          |
| Nr.             | Nat.               | Naam                     | Competitie  | Competitie  | Beker       | Beker       | Totaal      | Totaal      | Seizoen bij NAC Breda | Vorige club              | Contract          |

### Legenda
| # | Reden                                          |
| - | ---------------------------------------------- |
|   | Heeft de club in het lopende seizoen verlaten. |

### Technische staf
| Naam          | Functie        |
| ------------- | -------------- |
| Richard Mank  | Hoofdtrainer   |
| Bart Goossens | Fysiotherapeut |

## Transfers

### Zomer

#### Aangetrokken 2024/25
| Nat.               | Naam                     | Van                  | Contract     | Bijzonderheden |
| ------------------ | ------------------------ | -------------------- | ------------ | -------------- |
| Vlag van Nederland | Suus de Blij             | Jong Excelsior       | 30 juni 2025 |                |
| Vlag van Nederland | Nikki van den Burg       | Jong ADO Den Haag    | 30 juni 2025 |                |
| Vlag van Nederland | Mila Cober               | Jong Fortuna Sittard | 30 juni 2025 |                |
| Vlag van Nederland | Stephanie Coelho Aurélio | Excelsior            | 30 juni 2025 |                |
| Vlag van Nederland | Elaine Fertoute          | BVV Barendrecht      | 30 juni 2025 |                |
| Vlag van Nederland | Brigitte Franken         | Jong ADO Den Haag    | 30 juni 2025 |                |
| Vlag van Nederland | Minke Goutier            | VV Baronie MO20      | 30 juni 2025 |                |
| Vlag van Nederland | Nikki de Haan            | Excelsior            | 30 juni 2025 |                |
| Vlag van Nederland | Kiki Heshof              | Jong Feyenoord       | 30 juni 2025 |                |
| Vlag van Nederland | Sarina Heijblom          | Jong Feyenoord       | 30 juni 2025 |                |
| Vlag van Nederland | Kim Hendriks             | Excelsior            | 30 juni 2025 |                |
| Vlag van Nederland | Djenna de Jong           | VfL Wolfsburg II     | 30 juni 2025 | [ 13 ]         |
| Vlag van Nederland | Kamar Laamouz            | Jong Excelsior       | 30 juni 2025 |                |
| Vlag van Nederland | Indy Meerding            | Excelsior            | 30 juni 2025 |                |
| Vlag van Nederland | Donna van der Meulen     | VV Nieuwerkerk       | 30 juni 2025 |                |
| Vlag van Nederland | Eva Nguyen               | Jong Feyenoord       | 30 juni 2025 |                |
| Vlag van Nederland | Fleur Mol                | Excelsior            | 30 juni 2025 |                |
| Vlag van Nederland | Lieve Mol                | Jong Excelsior       | 30 juni 2025 |                |
| Vlag van Nederland | Floor Oussoren           | Excelsior            | 30 juni 2025 |                |
| Vlag van Nederland | July Schneijderberg      | Feyenoord            | 30 juni 2025 |                |
| Vlag van Nederland | Lynn Verhoef             | Jong ADO Den Haag    | 30 juni 2025 |                |
| Vlag van Nederland | Anouk Versluis           | KRC Genk             | 30 juni 2025 |                |
| Vlag van Turkije   | Ela Yetim                | SV OSS '20           | 30 juni 2025 |                |
| Vlag van Nederland | Merle Zieleman           | SV Saestum           | 30 juni 2025 |                |

### Winter

#### Aangetrokken 2024/25
| Nat.               | Naam      | Van      | Bijzonderheden |
| ------------------ | --------- | -------- | -------------- |
| Vlag van Nederland | Isa Warps | KRC Genk |                |

#### Vertrokken 2024/25
| Nat. | Naam | Naar | Bijzonderheden |
| ---- | ---- | ---- | -------------- |
|      |      |      |                |

## Wedstrijdstatistieken

### Oefenwedstrijden
| Oefenwedstrijd 1                                                                  | NAC Breda | 0 – 6 (0 – 3)    | PEC Zwolle / Jong PEC Zwolle | Opstelling NAC Breda |
| 22 juni 2024 Aanvangstijd: 13.30 uur Plaats: Breda Sportpark Heksenwiel           | | Wedstrijdverslag | Onbekend | De Haan, Fertoute, Van den Burg, Verhoef, F. Mol, Heshof, Franken, Aurélio, Nguyen, Versluijs, Promes |
| Oefenwedstrijd 2                                                                  | VV Bavel | 0 – 9 (0 – 2)    | NAC Breda | Opstelling NAC Breda |
| 30 juni 2024 Aanvangstijd: 12.30 uur Plaats: Bavel Sportpark de Roosberg          | | Wedstrijdverslag | 15' Sarina Heijblom 44', 48' (pen) Eva Nguyen 51' Fleur Mol 60' Minke Goutier 66' Brigitte Franken 75' Elaine Fertoute 79' Stephanie Coelho Aurélio 87' Anouk Versluijs         | Onbekend |
| Oefenwedstrijd 3                                                                  | VV Hedel O15 | 1 – 1 (0 – 0)    | NAC Breda | Opstelling NAC Breda |
| 8 juli 2024 Aanvangstijd: Onbekend Plaats: Hedel Sportpark de Winkels             | Onbekend 74' | Wedstrijdverslag | 55' Kamar Laamouz | Onbekend |
| Oefenwedstrijd 4                                                                  | Jong PSV | 3 – 3 (1 – 2)    | NAC Breda | Opstelling NAC Breda |
| 9 augustus 2024 Aanvangstijd: Onbekend Plaats: Eindhoven PSV Campus De Herdgang   | Onbekend 6' 57' 87' | Wedstrijdverslag | 21' Brigitte Franken Kim Hendriks 48' Stephanie Coelho Aurélio | De Haan ( 46' Oussoren), Heshof ( 46' L. Mol, Van den Burg ( 46' Meerding), Verhoef, F. Mol ( 75' Yetim), Hendriks ( 46' Fertoute), Heijblom ( 46' Zieleman), De Blij ( 46' Aurélio), Tabi, Franken ( 46' Laamouz), Versluijs ( 46' Nguyen)      |
| Oefenwedstrijd 5                                                                  | Zundertse selectie | 0 – 11 (0 – 1)   | NAC Breda | Opstelling NAC Breda |
| 13 augustus 2024 Aanvangstijd: 19.00 uur Plaats: Zundert Sportpark De Wildert     | | Wedstrijdverslag | 17' Cacharel Promes 48' Anouk Versluijs 53' Kamar Laamouz 63' (pen) Fleur Mol 67', 77', 87' Sarina Heijblom 74' Lynn Verhoef 80', 89' Stephanie Coelho Aurélio 85' Kim Hendriks | Oussoren ( 46' De Haan), Goutier ( 46' Verhoef), Meerding ( 46' Van den Burg), L. Mol, Fertoute ( 46' F. Mol), Aurélio, Zieleman ( 46' Versluijs), Yetim, Promes ( 46' Tabi), Laamouz ( 46' Heijblom), Nguyen ( 46' De Blij)                     |
| Oefenwedstrijd 6                                                                  | NAC Breda | 1 – 2 (0 – 1)    | Jong ADO Den Haag | Opstelling NAC Breda |
| 17 augustus 2024 Aanvangstijd: 13.00 uur Plaats: Breda Sportpark Heksenwiel       | Kamar Laamouz pen' | Wedstrijdverslag | Onbekend | Oussoren, Heshof ( 65' L. Mol), Van den Burg ( 65' Zieleman), Verhoef ( 65' Meerding), F. Mol ( 65' Goutier), Heijblom ( 65' Yetim), Aurélio ( 65' Versluijs), Hendriks ( 65' De Blij), Nguyen ( 65', Franken ( 65' Laamouz), Tabi ( 65' Promes) |
| Oefenwedstrijd 7                                                                  | NAC Breda | 0 – 0 (0 – 0)    | Jong AZ | Opstelling NAC Breda |
| 20 augustus 2024 Aanvangstijd: 19.00 uur Plaats: Breda Sportpark Heksenwiel       | | Wedstrijdverslag | | De Haan ( 46' Oussoren), Meerding, L. Mol ( 46' Heshof), Goutier ( 46' F. Mol), Aurélio, De Blij ( 46' Heijblom), Versluijs ( 46' Nguyen), Zieleman ( 46' Hendriks), Promes ( 46' Tabi), Laamouz ( 46' Franken), Yetim                           |
| Oefenwedstrijd 8                                                                  | FC Rijnvogels V1 | 0 – 4 (0 – 1)    | NAC Breda | Opstelling NAC Breda |
| 24 augustus 2024 Aanvangstijd: 13.00 uur Plaats: Katwijk Sportpark De Kooltuin    | | Wedstrijdverslag | 3' (e.d.) Onbekend 52' Sarina Heijblom 42' Eva Nguyen Fleur Mol | Oussoren, Heshof, Van den Burg ( 39' Promes), Verhoef, Meerding ( 31' F. Mol), Heijblom, Aurélio, Hendriks, Tabi ( 39' Laamouz), Franken, Nguyen                                                                                                 |
| Oefenwedstrijd 9                                                                  | NAC Breda | 0 – 1 (0 – 1)    | KVC Westerlo | Opstelling NAC Breda |
| 24 augustus 2024 Aanvangstijd: 15.40 uur Plaats: Katwijk Sportpark De Kooltuin    | | Wedstrijdverslag | 7' Janne Huysmans | De Haan, L. Mol ( 38' Heshof), Meerding, Verhoef ( 38' Van den Burg), F. Mol, Yetim ( 38' Versluijs), Hendriks ( 38' De Blij), Aurélio ( 38' Heijblom), Promes ( 38' Zieleman), Franken ( 38' Laamouz), Nguyen ( 38' Goutier)                    |
| Oefenwedstrijd 10                                                                 | FC Utrecht | 6 – 2            | NAC Breda | Opstelling NAC Breda |
| 30 augustus 2024 Aanvangstijd: 12.00 uur Plaats: Utrecht Sportcomplex Zoudenbalch | Marthe Munsterman Elisha Kruize Maxime Snellenberg Lotje de Keijzer Sophie Cobussen                                                | Wedstrijdverslag | Onbekend | De Haan ( 61' Oussoren), Heshof, Van den Burg ( 75' Fertoute, Verhoef ( 75' Goutier), F. Mol ( 61' Meerding), Aurélio ( 75' De Blij), Franken, Heijblom ( 75' Zieleman, Tabi, Laamouz ( 61' Promes), Nguyen ( 75' Versluijs)                     |
| Oefenwedstrijd 11                                                                 | PSV | 5 – 0            | NAC Breda | Opstelling NAC Breda |
| 10 december 2024 Aanvangstijd: 11.30 uur Plaats: Eindhoven PSV Campus De Herdgang | Onbekend | Wedstrijdverslag | | |
| Oefenwedstrijd 12                                                                 | AZ | 10 – 1           | NAC Breda | Opstelling NAC Breda |
| 10 januari 2025 Aanvangstijd: Onbekend Plaats: Wijdewormer AFAS Trainingscomplex  | Bo op de Weegh Fieke Kroese Karlijn Woons Sophie Hoogendoorn Onbekend e.d.' Lieke Apeldoorn Desiree van Lunteren Romaissa Boukakar |                  | Lynn Verhoef | Onbekend |
| Oefenwedstrijd 13                                                                 | NAC Breda | 0 – 4            | FC Utrecht | Opstelling NAC Breda |
| 14 januari 2025 Aanvangstijd: Onbekend Plaats: Breda Sportpark Heksenwiel         | |                  | Elisha Kruize Naomi Piqué Tami Groenendijk Maxime Snellenberg | Oussoren, Heshof, Van den Burg, Meerding, Goutier, Hendriks, Yetim, Aurélio, Promes, Laamouz, Nguyen |
| Oefenwedstrijd 14                                                                 | NAC Breda | 1 – 2            | De Graafschap | Opstelling NAC Breda |
| 4 april 2025 Aanvangstijd: Onbekend Plaats: Breda Sportpark Heksenwiel            | Onbekend |                  | Onbekend | Onbekend |
| Oefenwedstrijd 15                                                                 | NAC Breda | 1 – 6 (0 - 1)    | Fortuna Sittard | Opstelling NAC Breda |
| 10 april 2025 Aanvangstijd: 16.00 uur Plaats: Breda Sportpark Heksenwiel          | Kamar Laamouz 62' |                  | 36' 48' 60' 67' 75' 86' Onbekend | De Haan ( 46' Oussoren), Heshof ( 61' Meerding), Van den Burg, Hendriks ( 61' Aurélio), Verhoef, Yetim, Fertoute, Heijblom, Laamouz, Franken ( 46' De Blij), Promes ( 61' Goutier)                                                               |

### Eerste divisie

#### Najaarscompetitie
|       | Jong Excelsior | Jong Feyenoord | Jong Fortuna Sittard | De Graafschap | Jong sc Heerenveen | Jong PEC Zwolle |
| ----- | -------------- | -------------- | -------------------- | ------------- | ------------------ | --------------- |
| Thuis | 1 – 0          | 0 – 0          | 2 – 1                | 4 – 1         | 5 – 1              | 3 – 0           |
| Uit   | 0 – 0          | 1 – 2          | 2 – 3                | 0 – 2         | 1 – 6              | 0 – 2           |

| Speelronde 1                                                                         | NAC Breda                                                                                   | 0 – 0 (0 – 0)    | Jong Feyenoord                                                                      | Opstelling NAC Breda |      |
| 7 september 2024 Aanvangstijd: 17.15 uur Plaats: Breda Rat Verlegh Stadion           |                                                                                             | Wedstrijdverslag |                                                                                     | De Haan, Heshof, Van den Burg, Verhoef, Mol, Heijblom, Coelho Aurélio, Tabi ( 58' Promes), Laamouz, Franken, Nguyen ( 74' Meerding)                                                   |      |
| 2e speelronde                                                                        | 2e speelronde                                                                               | Vrij             | Vrij                                                                                | Vrij | Vrij |
| Speelronde 3                                                                         | Jong Fortuna Sittard                                                                        | 2 – 3 (1 – 2)    | NAC Breda                                                                           | Opstelling NAC Breda |      |
| 21 september 2024 Aanvangstijd: 17.00 uur Plaats: Sittard Fortuna Sittard Stadion    | Amy Nols 4' Yara Pauwe 63'                                                                  | Wedstrijdverslag | 2' Kamar Laamouz 23' Fleur Mol 51' Brigitte Franken Sarina Heijblom                 | De Haan, Heshof, Van den Burg, Verhoef, Mol, Meerding ( 68' Yetim), Heijblom, Aurélio, Franken, Laamouz ( 68' Promes), Nguyen ( 86' De Blij)                                          |      |
| Speelronde 4                                                                         | NAC Breda                                                                                   | 4 – 1 (2 – 0)    | De Graafschap                                                                       | Opstelling NAC Breda |      |
| 28 september 2024 Aanvangstijd: 17.15 uur Plaats: Breda Sportpark Heksenwiel         | Kamar Laamouz 15' Eva Nguyen 25', 76' Brigitte Franken 69' Kiki Heshof 69' Lynn Verhoef 86' | Wedstrijdverslag | 51' Maud Reijenga 81' Bibi van Engen 82' Kee Hubert 83' Zoey Verheij                | Oussoren, Heshof ( 88' Goutier), Van den Burg, Verhoef, F. Mol, Aurélio, Franken ( 89' Versluijs), De Blij ( 77' Promes), Yetim ( 77' Fertoute), Laamouz, Nguyen ( 88' L. Mol)        |      |
| Speelronde 5                                                                         | Jong PEC Zwolle                                                                             | 0 – 2 (0 – 1)    | NAC Breda                                                                           | Opstelling NAC Breda |      |
| 5 oktober 2024 Aanvangstijd: n.t.b. Plaats: Zwolle Sportpark De Vegtlust             |                                                                                             | Wedstrijdverslag | 35' Stephanie Coelho Aurélio 59' Brigitte Franken                                   | Oussoren, Heshof, Van den Burg, Verhoef, F. Mol, Aurélio ( 81' Meerding), Franken, Heijblom, Nguyen ( 75' L. Mol), Laamouz ( 46' Promes), Yetim ( 55' De Blij)                        |      |
| Speelronde 6                                                                         | NAC Breda                                                                                   | 1 – 0 (1 – 0)    | Jong Excelsior                                                                      | Opstelling NAC Breda |      |
| 12 oktober 2024 Aanvangstijd: n.t.b. Plaats: Breda Sportpark Heksenwiel              | Brigitte Franken 3'                                                                         | Wedstrijdverslag |                                                                                     | De Haan, Heshof, Van den Burg, Verhoef, F. Mol, Yetim ( 76' Promes), Heijblom ( 10' De Blij), Aurélio, Laamouz ( 76' Schneijderberg), Franken, Nguyen                                 |      |
| Speelronde 7                                                                         | Jong sc Heerenveen                                                                          | 1 – 6 (0 – 4)    | NAC Breda                                                                           | Opstelling NAC Breda |      |
| 19 oktober 2024 Aanvangstijd: 17.00 uur Plaats: Heerenveen Sportpark P. Bultsma      | Lisanne Venema 47'                                                                          | Wedstrijdverslag | 12', 21', 40' Eva Nguyen 28' Brigitte Franken 90+3' Shannon Tabi 90+6' Kim Hendriks | De Haan, Heshof, Van den Burg, Verhoef, F. Mol, Meerding ( 77' Hendriks), Aurélio, De Blij ( 67' L. Mol), Franken ( 67' Laamouz), Nguyen ( 67' Schneijderberg), Yetim ( 77' Tabi)     |      |
| Speelronde 8                                                                         | Jong Feyenoord                                                                              | 1 – 2 (0 – 0)    | NAC Breda                                                                           | Opstelling NAC Breda |      |
| 2 november 2024 Aanvangstijd: 14.30 uur Plaats: Rotterdam Sportcomplex Varkenoord    | Eline Oudejans 39' Lily Braun 69' Otylia El Belati 79'                                      | Wedstrijdverslag | 47' Ela Yetim 87' Brigitte Franken 90+1' Kamar Laamouz                              | Oussoren, Heshof, Verhoef, F. Mol, De Blij ( 71' Meerding), Hendriks ( 52' Schneijderberg), Aurélio, Yetim ( 71' Laamouz), Franken, Nguyen                                            |      |
| Speelronde 9                                                                         | Speelronde 9                                                                                | Vrij             | Vrij                                                                                | Vrij | Vrij |
| Speelronde 10                                                                        | NAC Breda                                                                                   | 2 – 1 (2 – 1)    | Jong Fortuna Sittard                                                                | Opstelling NAC Breda |      |
| 16 november 2024 Aanvangstijd: 17.15 uur Plaats: Breda Sportpark Heksenwiel          | Eva Nguyen 28' Fleur Mol 31' 82' Lynn Verhoef 82' Kamar Laamouz 90'                         | Wedstrijdverslag | 9' Daimy Sleebe 85' Renske Janssen                                                  | Oussoren, Heshof, Van den Burg, Verhoef, Mol, Yetim, Aurélio, Hendriks ( 62' Heijblom), Schneijderberg ( 46' Laamouz), Franken), Nguyen ( 75' Promes)                                 |      |
| Speelronde 11                                                                        | De Graafschap                                                                               | 0 – 2 (0 – 2)    | NAC Breda                                                                           | Opstelling NAC Breda |      |
| 23 november 2024 Aanvangstijd: n.t.b. Plaats: Doetinchem Sportpark De Bezelhorst     | Rafa Rothmann 49'                                                                           | Wedstrijdverslag | 38' (e.d.) Anne Tijink 45+6' Brigitte Franken                                       | De Haan, Heshof, Van den Burg, Verhoef, Meerding, Yetim ( 72' Promes), Aurélio, Hendriks, Schneijderberg ( 62' Laamouz), Franken, Nguyen ( Zieleman)                                  |      |
| Speelronde 12                                                                        | NAC Breda                                                                                   | 3 – 0 (2 – 0)    | Jong PEC Zwolle                                                                     | Opstelling NAC Breda |      |
| 30 november 2024 Aanvangstijd: 17.15 uur Plaats: Breda Sportpark Heksenwiel          | Brigitte Franken 8', 34' Kim Hendriks 46'                                                   | Wedstrijdverslag |                                                                                     | De Haan, Heshof, Van den Burg, Verhoef, F. Mol ( 74' L. Mol), Fertoute ( 57' Meerding), Aurélio ( 74' Tabi), Hendriks, Schneijderberg ( 57' Promes), Franken, Nguyen ( 74' Versluijs) |      |
| Speelronde 13                                                                        | Jong Excelsior                                                                              | 0 – 0 (0 – 0)    | NAC Breda                                                                           | Opstelling NAC Breda |      |
| 7 december 2024 Aanvangstijd: 11.30 uur Plaats: Rotterdam Van Donge & De Roo Stadion |                                                                                             | Wedstrijdverslag |                                                                                     | Oussoren, L. Mol, Fertoute, Meerding, Goutier, Zieleman ( 65' Franken), De Blij ( 46' Heshof), Versluijs ( 65' Verhoef), Promes ( 65' Yetim), Laamouz ( 46' Nguyen), Tabi             |      |
| Speelronde 14                                                                        | NAC Breda                                                                                   | 5 – 1 (4 – 0)    | Jong sc Heerenveen                                                                  | Opstelling NAC Breda |      |
| 14 december 2024 Aanvangstijd: n.t.b. Plaats: Breda Sportpark Heksenwiel             | Suus de Blij 13' Minke Goutier 26' Kamar Laamouz 27' Cacharel Promes 45+1' Lynn Verhoef 82' | Wedstrijdverslag | 48' Silke Bouma                                                                     | Oussoren ( 56' Van der Meulen), Mol, Fertoute, Meerding, Goutier ( 81' Verhoef), Zieleman, De Blij ( 56' Aurélio), Versluijs, Nguyen ( 37' Yetim), Laamouz ( 81' F. Mol), Promes      |      |

#### Voorjaarscompetitie
|       | Jong ADO Den Haag | Jong Ajax | Jong Feyenoord | Jong PSV | Sparta Rotterdam | Jong FC Twente | Jong FC Utrecht |
| ----- | ----------------- | --------- | -------------- | -------- | ---------------- | -------------- | --------------- |
| Thuis | 4 – 1             | 0 – 3     | 3 – 1          | 2 – 0    | 3 – 2            | 0 – 0          | 1 – 2           |
| Uit   | 1 – 2             | 1 – 1     | 0 – 5          | 1 – 2    | 2 – 3            | 2 – 0          | 3 – 1           |

| Speelronde 1                                                                         | NAC Breda | 0 – 0 (0 – 0)    | Jong FC Twente | Opstelling De Graafschap |
| 18 januari 2025 Aanvangstijd: 17.45 uur Plaats: Breda Sportpark Heksenwiel           | | Wedstrijdverslag | 55' Britt Hoff | De Haan, Heshof, Van den Burg, Verhoef, F. Mol, Aurélio, Hendriks, Heijblom ( 81' Goutier), Schneijderberg ( 46' Promes), Franken, Nguyen ( 81' Meerding)                                |
| Speelronde 2                                                                         | Jong Ajax | 1 – 1 (1 – 0)    | NAC Breda | Opstelling NAC Breda |
| 25 januari 2025 Aanvangstijd: 12.00 uur Plaats: Amsterdam Sportpark De Toekomst      | Mirte van Koppen 35' | Wedstrijdverslag | 62' Brigitte Franken 64' Nikki van den Burg                                                                        | De Haan, Heshof, Van den Burg, Verhoef, F. Mol, Hendriks, Aurélio, Heijblom ( 60' Laamouz), Nguyen, Franken ( 75' Promes), Schneijderberg ( 65' Yetim)                                   |
| Speelronde 4                                                                         | NAC Breda | 1 – 2 (0 – 2)    | Jong FC Utrecht | Opstelling NAC Breda |
| 8 februari 2025 Aanvangstijd: 17.45 uur Plaats: Breda Sportpark Heksenwiel           | Stephanie Coelho Aurélio 51' Lynn Verhoef 84'                                                                            | Wedstrijdverslag | 18' Melek Hader 25' Rochelity Dap                                                                                  | De Haan, Heshof, Van den Burg, Meerding ( 46' Verhoef), F. Mol, Aurélio, Hendriks ( 46' De Blij), Heijblom, Promes ( 46' Nguyen), Franken, Schneijderberg                                |
| Speelronde 3 (inhaalduel)                                                            | Jong PSV | 1 – 2 (0 – 1)    | NAC Breda | Opstelling NAC Breda |
| 18 februari 2025 Aanvangstijd: 19.00 uur Plaats: Eindhoven PSV Campus De Herdgang    | Aniek Janssen 55' 90' | Wedstrijdverslag | 10' Brigitte Franken 48' Eva Nguyen                                                                                | De Haan, Heshof, Van den Burg, Verhoef, F. Mol, Heijblom, Aurélio, Hendriks ( 80' De Blij), Schneijderberg ( 80' Promes), Franken ( 85' Laamouz), Nguyen                                 |
| Speelronde 5                                                                         | Jong Feyenoord | 0 – 5 (0 – 2)    | NAC Breda | Opstelling NAC Breda |
| 22 februari 2025 Aanvangstijd: 14.30 uur Plaats: Rotterdam Sportcomplex Varkenoord   | | Wedstrijdverslag | 3', 60' (pen) Brigitte Franken 16' 64' Heijblom 35' Nikki van den Burg 42' July Schneijderberg 69' Sarina Heijblom | De Haan, Heshof, Van den Burg, Verhoef, F. Mol ( 86' Goutier), Heijblom ( 72' Meerding), Hendriks ( 82' De Blij), Aurélio ( 86' Laamouz), Schneijderberg ( 72' Promes), Franken, Nguyen  |
| Speelronde 6                                                                         | NAC Breda | 4 – 1 (1 – 1)    | Jong ADO Den Haag                                                                                                  | Opstelling NAC Breda |
| 1 maart 2025 Aanvangstijd: 17.45 uur Plaats: Breda Sportpark Heksenwiel              | Brigitte Franken 17', 50' Eva Nguyen 60' Isa Warps 87' Kim Hendriks 90+1'                                                | Wedstrijdverslag | Nathalja Wijnants                                                                                                  | De Haan, Heshof, Hendriks, Van den Burg, Meerding, Heijblom, Aurélio, De Blij ( 46' Fertoute), Schneijderberg ( 76' Warps), Franken, Nguyen ( 78' Promes)                                |
| Speelronde 7                                                                         | Sparta Rotterdam | 2 – 3 (2 – 0)    | NAC Breda | Opstelling NAC Breda |
| 22 maart 2025 Aanvangstijd: 17.30 uur Plaats: Rotterdam Sportcomplex Nieuw Terbregge | Indi van Dalen 29' Sem van der Plas 43'                                                                                  | Wedstrijdverslag | 50', 64' Brigitte Franken 69' Sarina Heijblom                                                                      | De Haan, Van den Burg, Heshof, Verhoef, Meerding ( 46' Fertoute), Hendriks, Heijblom, Aurélio ( 46' Yetim), Schneijderberg, Franken, Nguyen ( 89' Laamouz)                               |
| Speelronde 8                                                                         | Jong FC Twente | 2 – 0 (2 – 0)    | NAC Breda | Opstelling NAC Breda |
| 22 maart 2025 Aanvangstijd: 12.00 uur Plaats: Oldenzaal Sportpark 't Venterinck      | Danique Brendel 25' Imre van der Vegt 35'                                                                                | Wedstrijdverslag | | De Haan, Heshof, Van den Burg ( 81' Goutier), Verhoef, F. Mol, Hendriks, Aurélio ( 70' De Blij), Heijblom, Schneijderberg ( 81' Laamouz), Franken, Nguyen ( 55' Fertoute)                |
| Speelronde 9                                                                         | NAC Breda | 0 – 3 (0 – 2)    | Jong Ajax | Opstelling NAC Breda |
| 29 maart 2025 Aanvangstijd: 17.45 uur Plaats: Breda Sportpark Heksenwiel             | Kim Hendriks 43' Stephanie Coelho Aurélio 72' Richard Mank 77'                                                           | Wedstrijdverslag | 11' Ilayaha Dostmohamed 25', 82' Mirte van Koppen 73' Amazia Burnet 81' Fleur Verkooijen                           | De Haan, Heshof, Van den Burg, Verhoef, F. Mol, Heijblom, De Blij ( 46' Aurélio), Hendriks ( 71' Meerding), Schneijderberg ( 57' Fertoute), Franken, Promes ( 57' Yetim)                 |
| Speelronde 10                                                                        | NAC Breda | 2 – 0 (1 – 0)    | Jong PSV | Opstelling NAC Breda |
| 15 april 2025 Aanvangstijd: 20.00 uur Plaats: Breda Sportpark Heksenwiel             | Brigitte Franken 44', 88' Nikki van den Burg 70'                                                                         | Wedstrijdverslag | 60' Djem Koppelaar                                                                                                 | De Haan, Heshof, Van den Burg, Verhoef, F. Mol ( 76' Promes), Hendriks, Heijblom, Yetim ( 60' Aurélio), Schneijderberg ( 85' Laamouz), Franken, Fertoute                                 |
| Speelronde 11                                                                        | Jong FC Utrecht | 3 – 1 (1 – 0)    | NAC Breda | Opstelling NAC Breda |
| 19 april 2025 Aanvangstijd: 17.30 uur Plaats: Utrecht Sportcomplex Zoudenbalch       | Fleur Zwama 4' Melek Hader 63' Rochelity Dap 76'                                                                         | Wedstrijdverslag | 61' Ela Yetim 66' Kiki Heshof                                                                                      | De Haan, Heshof, Van den Burg, Verhoef, Fertoute, Hendriks, Heijblom, Yetim, Schneijderberg, Franken, Nguyen                                                                             |
| Speelronde 12                                                                        | NAC Breda | 3 – 1 (1 – 0)    | Jong Feyenoord | Opstelling NAC Breda |
| 3 mei 2025 Aanvangstijd: 17.45 uur Plaats: Breda Rat Verlegh Stadion                 | Kim Hendriks 4' Kiki Heshof 82' Fleur Mol 87' Ela Yetim 90+6'                                                            | Wedstrijdverslag | 51' Luna Vletter 82' Saar van der Boom                                                                             | De Haan, Heshof, Van den Burg, Verhoef, F. Mol, De Blij ( 46' Yetim), Hendriks ( 46' Aurélio), Heijblom, Schneijderberg ( 77' Meerding), Franken, Fertoute ( 63' Promes)                 |
| Speelronde 13                                                                        | Jong ADO Den Haag | 1 – 2 (1 – 2)    | NAC Breda | Opstelling NAC Breda |
| 17 mei 2025 Aanvangstijd: 14.30 uur Plaats: Rijkswijk Sportpark Prinses Irene        | Onbekend 40' | Wedstrijdverslag | pen' Nikki van den Burg Eva Nguyen Indy Meerding                                                                   | De Haan, Heshof ( 57' Meerding), Van den Burg, Verhoef, F. Mol, Hendriks, De Blij ( 57' Franken), Heijblom, Schneijderberg ( 83' Aurélio), Yetim ( 57' Promes), Nguyen                   |
| Speelronde 14                                                                        | NAC Breda | 3 – 2 (2 – 1)    | Sparta Rotterdam                                                                                                   | Opstelling NAC Breda |
| 24 mei 2025 Aanvangstijd: 17.45 uur Plaats: Breda Sportpark Heksenwiel               | Kim Hendriks 24' Brigitte Franken 29' Kiki Heshof 50' Eva Nguyen 90' Sarina Heijblom 90' Kamar Laamouz 90' Ela Yetim 90' | Wedstrijdverslag | 19' (e.d.) Lynn Verhoef 90+1' (pen) Indi van Dalen                                                                 | Oussoren, Heshof ( 70' L. Mol), Van den Burg, Verhoef, F. Mol ( 61' Fertoute), Heijblom, Hendriks ( 61' Laamouz), De Blij ( 61' Yetim), Schneijderberg ( 70' Versluijs), Franken, Nguyen |

### KNVB Beker
| Zestiende Finales                                                           | DTS Ede                                            | 3 – 6 (0 – 2)                       | NAC Breda | Opstelling NAC Breda |
| 1 februari 2025 Aanvangstijd: 12.15 uur Plaats: Ede Sportpark Inschoten     | Jill Pijnappels 57' Eefje van den Nieuwenhof 90+1' | Wedstrijdverslag                    | 16' Lynn Verhoef 39' Cacharel Promes 58' Fleur Mol 76' Brigitte Franken 80' Stephanie Coelho Aurélio 90+5' Kamar Laamouz | Oussoren, Heshof ( 88' Laamouz), Van den Burg, Verhoef, F. Mol, Heijblom ( 70' Yetim), Aurélio ( 83' De Blij), Hendriks, Schneijderberg ( 83' Meerding), Franken, Promes ( 70' Nguyen) |
| Achtste Finales                                                             | NAC Breda                                          | 1 – 1 (1 – 0) (1 - 3 na verlenging) | SV Saestum | Opstelling NAC Breda |
| 15 februari 2025 Aanvangstijd: 17.45 uur Plaats: Breda Sportpark Heksenwiel | Lynn Verhoef 39' 55'                               | Wedstrijdverslag                    | 51' Maaike Wenno 53' Elaine de Vette 119' Jennifer van Holten 120+3' Sarina van Otterloo                                 | Oussoren, Heshof, Verhoef, Van den Burg, F. Mol, Heijblom, Hendriks ( 83' Yetim), De Blij ( 64' Aurélio), Nguyen, Franken, Schneijderberg ( 64' Laamouz)                               |

## Statistieken NAC Breda 2024/2025

### Eindstand NAC Breda in de Nederlandse najaarscompetitie van Eerste divisie 2024 / 2025
| Stand | Gespeeld | Gewonnen | Gelijk | Verloren | Punten | Doelpunten voor | Doelpunten tegen | Gele kaarten | Rode kaarten |
| ----- | -------- | -------- | ------ | -------- | ------ | --------------- | ---------------- | ------------ | ------------ |
| 1e    | 12       | 10       | 2      | 0        | 32     | 30              | 7                | 7            | 2            |

### Tussenstand NAC Breda in de voorjaarscompetitie van de Nederlandse Eerste divisie 2024 / 2025
| Stand | Gespeeld | Gewonnen | Gelijk | Verloren | Punten | Doelpunten voor | Doelpunten tegen | Gele kaarten | Rode kaarten |
| ----- | -------- | -------- | ------ | -------- | ------ | --------------- | ---------------- | ------------ | ------------ |
| 2e    | 14       | 8        | 2      | 4        | 26     | 27              | 19               | 10           | 0            |

### Topscorers
| #              | Naam                           | Goal |
| -------------- | ------------------------------ | ---- |
| 1.             | Brigitte Franken               | 9    |
| 2.             | Eva Nguyen                     | 6    |
| 3.             | Kamar Laamouz                  | 3    |
| 4.             | Kim Hendriks                   | 2    |
| 4.             | Fleur Mol                      | 2    |
| 6.             | Stephanie Coelho Aurélio       | 1    |
| 6.             | Suus de Blij                   | 1    |
| 6.             | Minke Goutier                  | 1    |
| 6.             | Cacharel Promes                | 1    |
| 6.             | Shannon Tabi                   | 1    |
| 6.             | Lynn Verhoef                   | 1    |
| 6.             | Ela Yetim                      | 1    |
| Eigen doelpunt |                                |      |
| 1.             | Anne Tijink (BV De Graafschap) | 1    |
| Totaal         | Totaal                         | 30   |

| #      | Naam                | Goal |
| ------ | ------------------- | ---- |
| 1.     | Brigitte Franken    | 11   |
| 2.     | Eva Nguyen          | 4    |
| 3.     | Kim Hendriks        | 3    |
| 4.     | Sarina Heijblom     | 2    |
| 4.     | Lynn Verhoef        | 2    |
| 4.     | Ela Yetim           | 2    |
| 7.     | Nikki van den Burg  | 1    |
| 7.     | Fleur Mol           | 1    |
| 7.     | July Schneijderberg | 1    |
| Totaal | Totaal              | 27   |

| #      | Naam                     | Goal |
| ------ | ------------------------ | ---- |
| 1.     | Lynn Verhoef             | 2    |
| 2.     | Stephanie Coelho Aurélio | 1    |
| 2.     | Brigitte Franken         | 1    |
| 2.     | Kamar Laamouz            | 1    |
| 2.     | Fleur Mol                | 1    |
| 2.     | Cacharel Promes          | 1    |
| Totaal | Totaal                   | 7    |

| #      | Naam                              | Goal |
| ------ | --------------------------------- | ---- |
| 1.     | Sarina Heijblom                   | 5    |
| 2.     | Stephanie Coelho Aurélio          | 4    |
| 2.     | Kamar Laamouz                     | 4    |
| 4.     | Fleur Mol                         | 3    |
| 4.     | Eva Nguyen                        | 3    |
| 6.     | Brigitte Franken                  | 2    |
| 6.     | Kim Hendriks                      | 2    |
| 6.     | Lynn Verhoef                      | 2    |
| 6.     | Anouk Versluijs                   | 2    |
| 5.     | Elaine Fertoute                   | 1    |
| 5.     | Minke Goutier                     | 1    |
| 5.     | Cacharel Promes                   | 1    |
| 5.     | Eigen doelpunt (FC Rijnvogels V1) | 1    |
| Totaal | Totaal                            | 30   |

### Kaarten
| #      | Naam                     | Kreeg geel |
| ------ | ------------------------ | ---------- |
| 1.     | Kiki Heshof              | 4          |
| 2.     | Nikki van den Burg       | 3          |
| 2.     | Kamar Laamouz            | 3          |
| 4.     | Stephanie Coelho Aurélio | 2          |
| 4.     | Lynn Verhoef             | 2          |
| 6.     | Kim Hendriks             | 1          |
| 6.     | Indy Meerding            | 1          |
| 6.     | Sarina Heijblom          | 1          |
| 6.     | Isa Warps                | 1          |
| 6.     | Ela Yetim                | 1          |
| Totaal | Totaal                   | 20         |

| #      | Naam            | Kreeg voor de tweede keer geel en dus rood |
| ------ | --------------- | ------------------------------------------ |
| 1.     | Sarina Heijblom | 1                                          |
| 1.     | Fleur Mol       | 1                                          |
| Totaal | Totaal          | 2                                          |

| #      | Naam   | Weggestuurd |
| ------ | ------ | ----------- |
| 1.     |        |             |
| Totaal | Totaal | '           |

## Voetnoten
Jong ADO Den Haag · Jong Ajax · Jong AZ · Jong Excelsior Rotterdam · Jong Feyenoord · Jong Fortuna Sittard · De Graafschap · Jong sc Heerenveen · NAC Breda · Jong PEC Zwolle · Jong PSV · Sparta Rotterdam · Jong Telstar · Jong FC Twente · Jong FC Utrecht